# ستيفن بيرغويس
ستيفن بيرغويس (بالهولندية: Steven Berghuis) هو لاعب كرة قدم هولندي في مركز الجناح ولد في يوم 19 ديسمبر 1991 في مدينة آبلدورن في هولندا، يلعب حالياً مع نادي أياكس أمستردام الهولندي و‌منتخب هولندا لكرة القدم في مركز الجناح، وسبق له اللعب مع نادي ألكمار وفي في في فينلو وتفينتي أنشخيدة وفاينورد، ويبلغ طول اللاعب 182 سم.

## مسيرته الكروية
لعب ستيفن بيرغويس خلال مسيرته الاحترافية مع 5 أندية في أحد عشر موسمًا وسجل خلالها 74 هدفًا ضمن 221 مباراة. حيث فاز في ثلاثة مواسم بالكأس وفي موسم واحد بالدوري.
خاض ستيفن بيرغويس مسيرته مع نادي تفينتي أنشخيدة في موسم 2010–11 ولمدة موسمين، مشاركًا في 8 مباريات سجل خلالها هدفًا واحدًا. ثم انتقل إلى نادي في في في فينلو في موسم 2011–12 لمدة موسم واحد، حيث شارك في 16 مباراة سجل خلالها هدفين. لينتقل بعدها إلى نادي إي زد ألكمار في موسم 2012–13 واستمر معه طيلة ثلاثة مواسم، مشاركًا في 70 مباراة سجل خلالها 19 هدفًا. ثم انتقل إلى نادي واتفورد في موسم 2015–16 لمدة موسم واحد، مشاركًا في 9 مباريات ولم يسجل أي هدف. هذا وانتقل لاحقًا إلى نادي فاينورد في موسم 2016–17 ليلعب معه أربعة مواسم، مشاركًا في 118 مباراة سجل خلالها 52 هدفًا.

## روابط خارجية
- ستيفن بيرغويس على موقع الاتحاد الدولي (مؤرشف)  (الإنجليزية)
- ستيفن بيرغويس على موقع الاتحاد الأوربي (الإنجليزية)
- ستيفن بيرغويس على موقع قاعدة بيانات كرة القدم.إي يو (الإنجليزية)
- ستيفن بيرغويس على موقع ليكيب (الفرنسية)
- ستيفن بيرغويس على موقع ناشيونال فوتبول تيمز (الإنجليزية)
- ستيفن بيرغويس على موقع Soccerbase.com (لاعب) (الإنجليزية)
- ستيفن بيرغويس على موقع Soccerway.com (الإنجليزية)
- ستيفن بيرغويس على موقع عالم كرة القدم.نت (الإنجليزية)
- ستيفن بيرغويس على موقع AS.com (الإسبانية)